# Мале Доле-при-Темениці
Мале Доле-при-Темениці (словен. Male Dole pri Temenici) — поселення в общині Іванчна Гориця, Осреднєсловенський регіон, Словенія. Висота над рівнем моря: 324,6 м.